# Паращино Поле
Паращино Поле (укр. Паращине Поле) — село в Первозвановской сельской общине Кропивницкого района Кировоградской области Украины.
Население по переписи 2001 года составляло 25 человек. Почтовый индекс — 27656. Телефонный код — 522. Код КОАТУУ — 3522587403.